# Кейнвілл (Іллінойс)
Кейнвілл (англ. Kaneville) — селище (англ. village) в США, в окрузі Кейн штату Іллінойс. Населення — 452 особи (2020).

## Географія
Кейнвілл розташований за координатами 41°50′1″ пн. ш. 88°31′18″ зх. д. / 41.83361° пн. ш. 88.52167° зх. д. (41.833628, -88.521673).  За даними Бюро перепису населення США в 2010 році селище мало площу 0,81 км², уся площа — суходіл.

## Демографія
Згідно з переписом 2010 року, у селищі мешкали 484 особи в 190 домогосподарствах у складі 136 родин. Густота населення становила 596 осіб/км².  Було 196 помешкань (241/км²).
Расовий склад населення:
| - 96,5 % — білих - 0,2 % — азіатів - 3,3 % — осіб інших рас |

До двох чи більше рас належало 0,0 %. Частка іспаномовних становила 6,0 % від усіх жителів.
За віковим діапазоном населення розподілялося таким чином: 21,5 % — особи молодші 18 років, 64,7 % — особи у віці 18—64 років, 13,8 % — особи у віці 65 років та старші. Медіана віку мешканця становила 42,3 року. На 100 осіб жіночої статі у селищі припадало 105,1 чоловіків;  на 100 жінок у віці від 18 років та старших — 99,0 чоловіків також старших 18 років.
Середній дохід на одне домашнє господарство  становив 79 116 доларів США (медіана — 64 792), а середній дохід на одну сім'ю — 89 934 долари (медіана — 84 583). За межею бідності перебувало 3,5 % осіб, у тому числі 1,7 % дітей у віці до 18 років та 4,8 % осіб у віці 65 років та старших.
Цивільне працевлаштоване населення становило 214 особи. Основні галузі зайнятості: освіта, охорона здоров'я та соціальна допомога — 17,8 %, роздрібна торгівля — 16,4 %, виробництво — 12,6 %, транспорт — 12,1 %.